# Томский планетарий
Томский планетарий — планетарий, расположенный по адресу Томск, пр. Ленина, 82а, строение 1.

## История
В 1946 году Томский государственный университет получил трофейный аппарат  фирмы «Карл Цейс» (оптический прибор «Малый Цейс / ZKP-1»), изготовленный в 1930-х годах. Аппарат установили в помещениях Томского областного краеведческого музея. Открытие лекционного зала состоялось 27 сентября 1950 года.
Кроме того, в декабре 1948 года Колпашевский учительский институт получил из Москвы аппарат «Упрощённый Планетарий» с диаметром купола 4,5 м.
С 1980 года планетарий работал как самостоятельное учреждение и размещался в здании польского костёла на Воскресенской горе. В 1990 году здание было передано католической церкви, а планетарий долгое время переезжал с места на место. 
В 1999 году планетарий вошёл в состав Томского областного краеведческого музея, а в 2005 году было построено новое здание.
В декабре 2011 года была приобретена цифровая астрономическая система «SpaceGate» той же немецкой фирмы «Карл Цейс», которая может давать не только изображение звёздного неба на куполе Планетария, но и контуры созвездий, показывать суточное и годичное движение, демонстрировать полнокупольные шоу-программы в формате 3D. Так в Томске появился цифровой планетарий. Объёмное видео проецируется на купол диаметром восемь метров.
В планетарии существует «Звёздный зал», в котором проводятся полнокупольные и мультимедийные программы, научно-практические конференции, различные встречи, читаются лекции. На смотровой площадке ведутся вечерние и ночные наблюдения в телескоп. В планетарии расположены выставочные залы «Дорога к звёздам» о лётчике-космонавте из Томска Н. Н. Рукавишникове и  «Тунгусский феномен» об экспедициях на место падения Тунгусского космического тела, имеется точная копия зеркального телескопа Ньютона (1686), 300-граммовый осколок Сихотэ-Алинского метеорита (1947), глиняная японская фигурка «человека в скафандре» (IV—II век до н. э.).